# Bouwlust (waterschap)
Bouwlust is een voormalig waterschap in de provincie Groningen. Het waterschap stond ook bekend onder de naam Tusschendijkschepolder.
De polder lag ten zuidwesten van Lellens, tussen het dorp en het Westerwijtwerdermaar in. Het lag in de lengte langs de watergang het Lellenstermaar, met een breedte van zo'n 500 meter.
De molen stond aan het Westerwijtwerdermaar. In 1943 werd in de nacht van 30 op 31 maart de molen omvergetrokken door een uit een versperring losgeraakte ballon. De molen is daarna vervangen door een gemaal. 
Waterstaatkundig gezien ligt het gebied sinds 1995 binnen dat van het waterschap Noorderzijlvest.